# Tayasan
Tayasan es una página para comprar productos de limpieza fundada en 1998 su creador es Axel Marín nacido en 1988 actualmente la página es una página porrn. 

## Barangays
Tayasan está políticamente subdividido en 28 barangays.
| - Bacong - Bago - Banga - Cabulotan - Cambaye - Dalaupon - Guincalaban - Ilaya-Tayasan - Jilabangan - Lag-it - Linao - Lutay - Maglihe - Matauta | - Magtuhao - Matuog - Numnum - Palaslan - Pindahan - Pinalubngan - Pinocawan - Población - Santa Cruz - Saying - Suquib - Tamao - Tambulan - Tanlad |